# جوان ترومباور مولهولاند
جوان ترومباور مولهولاند (14 سبتمبر 1941)، هي ناشطة أمريكية في مجال الحقوق المدنية، برزت في ستينيات القرن الماضي. كانت جوان من أعضاء ركاب الحرية الذين قُبض عليهم في جاكسون بولاية ميسيسيبي عام 1961، واحتُجزت لمدة شهرين في وحدة الأمن القصوى بسجن ولاية ميسيسيبي (المعروفة باسم «مزرعة بارشمان»). في العام التالي، أصبحت أول طالبة بيضاء تسجل في كلية توغالو في جاكسون بميسيسيبي، قبل أن تعمل سكرتيرةً محليةً للجنة التنسيق الطلابية اللاعنفية.
عملت لاحقًا مدرّسةً، وبعد تقاعدها أسست مؤسسة جوان ترومباور مولهولاند، المكرسة لتثقيف الشباب حول حركة الحقوق المدنية وكيف يصبحون ناشطين في مجتمعاتهم.

## نشاطها

### كلية توغالو
أصبح تشارلين هانتر-غولت وهاملتون إي هولمز أول طلاب أمريكيين من أصل أفريقي يلتحقون بجامعة جورجيا بعد فترة وجيزة من إطلاق سراح مولهولاند، ما أدى إلى تجمع حشد غاضب خارج عنبر هانتر في إحدى الليالي، والتسبب في أضرار جسيمة في الممتلكات؛ الأمر الذي جذب اهتمام وسائل الإعلام للجامعة والولاية. وبعد أعمال الشغب، حتى المسؤولين المؤيدين للفصل العنصري أدانوا المشاغبين. وقالت مولهولاند عن الحادثة: «إذا كان البيض سيشنون أعمال شغب اليوم عند ارتياد الطلاب السود لكليات البيض، ما الذي يمكن أن يفعلونه إذا ارتاد طالب أبيض كليةً للسود؟» وأصبحت بعدها أول طالبة بيضاء تلتحق بكلية توغالو في جاكسون، إذ التقت بمدغار ويلي إيفرز والقس الدكتور الموقر لوثر كينغ الابن والموقر إد كينغ وآن مودي.
اصطحبت مولهولاند الدكتور كينغ إلى مبنى العلوم عند زيارته كلية توغالو لإلقاء خطاب. وعلى الرغم من نظرة مولهولاند تجاه كينغ باعتباره بطلًا في الحركة المدنية، ولكنها كثيرًا ما أُحبطت منه بسبب وعظه طوال الوقت. بعد ذلك بعامين، قيل إن مولهولاند قد كانت أول طالبة بيضاء قُبلت في منظمة دلتا سيغما سيتا النسائية. وعلى الرغم من دعم ابنها لهذه القصة لبيع كتابه، لطالما دحضت جوان لادنر، زميلتها في الغرفة، التي اعترفت لاحقًا بارتياد طالبة بيضاء لجامعة فيسك منذ خمسينيات القرن الماضي. بالإضافة إلى ذلك، شاركت مجلة جيت قصة بيتي مارتينز من نيويورك عام 1953 والتي كانت عضوًا أبيضًا في المنظمة.
صرحت مولهولاند لاحقًا أن الصلبان غالبًا ما حُرقت في الحرم الجامعي أثناء فترة ارتيادها لكلية توغالو، وكانت العديد من السلطات المحلية قلقة من حدوث اشتباك بين مولهولاند، باعتبارها امرأة بيضاء، وأحد الرجال السود. وجرت محاولات مختلفة لإغلاق الكلية، لكنها بقيت مفتوحةً لأن ميثاقها سبق قوانين جيم كرو.
تلقت مولهولاند العديد من رسائل التوبيخ أو التهديد أثناء دراستها في الكلية، وحاول والداها لاحقًا التصالح مع ابنتهما، وقاما برشوتها عبر رحلة إلى أوروبا. وعلى الرغم من قبولها لعرضهم وذهابها معهما خلال العطلة الصيفية، ولكنها عادت إلى كلية توجالو بعد فترة قصيرة من رجوعهم.